# Renče-Vogrsko
Renče-Vogrsko là một khu tự quản của Slovenia. Renče-Vogrsko có diện tích 29,5 km², dân số là 4135 người (năm 2002).